# Stylifera gigantea
Stylifera gigantea är en insektsart som först beskrevs av Escherich 1905.  Stylifera gigantea ingår i släktet Stylifera och familjen silverborstsvansar. Inga underarter finns listade i Catalogue of Life.